# Állami normatívarendszer
Az állami normatívarendszer (teljes neve: országosan kiemelt termékekre vonatkozó állami normatívarendszer) olyan osztályozási rendszer, mely a központosított közbeszerzés során beszerezni kívánt kiemelt termékeknek a lényeges műszaki, gazdasági és minőségi tulajdonságait határozza meg. A kiemelt termékek közbeszerzési tárgyak, azaz azok az áruk és szolgáltatások, amelyeket be kívánnak szerezni. A terméktulajdonságok a műszaki-szakmai tulajdonságokkal és funkciókkal, az ajánlattevőre vonatkozó információkkal, a közbeszerzés teljesítéséhez szükséges előírásokkal és a szerződési feltételekkel kapcsolatosak.
Egy-egy kiemelt termékhez egy-egy állami normatíva (tulajdonságcsoport) tartozik. A csoportokat a normatívarendszer hierarchikus osztályozás szerint, rendezetten tartalmazza. Egy állami normatíva három részből áll:
- Termék besoroló azonosítója
- Termék szöveges megnevezése
- Tulajdonságok a kapcsolódó mértékegységekkel, értéklistákkal és szöveges leírásokkal

Példa:
| Normatíva része     | Példa |
| ------------------- | --- |
| Besoroló azonosító  | 0103000000 |
| Szöveges megnevezés | Internetszolgáltatás |
| Tulajdonságok       | 1. Átviteli protokoll: Az Internetszolgáltató az internet-hozzáférés céljára a TCP/IP hálózati protokollkészlet elemeit alkalmazza. |

A központosított közbeszerzési eljárásokban az ajánlattevők csak olyan terméket és szolgáltatást ajánlhatnak meg, melyek besorolhatóak a kiemelt termékek osztályozási hierarchiájába, azaz olyan tulajdonságokkal rendelkeznek, amelyeket az állami normatíva meghatároz. A normatívában leírt követelményeket a műszaki fejlődésnek megfelelően rendszeresen frissítik.
Az állami normatívákat a központi beszerző szervezet felügyeletét ellátó miniszter határozza meg.

## Története
Magyarországon a központosított közbeszerzés 1996-ban, az elektronikus, internetes portálalkalmazással támogatott 2004-ben indult. Ekkor lépett hatályba a központosított közbeszerzési rendszerről, valamint a központi beszerző szervezet feladat- és hatásköréről szóló 168/2004. (V. 25.) Korm. rendelet. A központosított beszerzés lényege, hogy egy professzionális beszerző szerv segítségével, nagy tömegben történik a gépjárművek, az írószerek, a számítástechnikai eszközök, az Internet szolgáltatás stb. beszerzése. Egy ilyen rendszer működéséhez szükséges, hogy a beszerezni kívánt áruk és szolgáltatások tulajdonságai (azaz az ajánlatkérők igényei) pontosan meg legyenek határozva, egyszerűsítve ezzel a közbeszerzés menetét.
Az első egységes, a számítógépes alkalmazás használatát (termékkeresés, szűrés) is támogató normatívarendszert az országosan kiemelt termékekre vonatkozó állami normatívákról szóló 1/2004. (MK 108.) MeHVM tájékoztató hozta létre 2004-ben. 2012-ben lépett hatályba az országosan kiemelt termékekre vonatkozó állami normatívákról szóló 14/2012. (VI. 8.) NFM utasítás. Napjainkban ez tartalmazza az állami normatívákat.

## Osztályozási rendszer
Az állami normatívarendszerben az egyes termékosztályokat egy 5x2 karakterhosszúságú besoroló azonosító jelöl. A normatíva ötszintű, hierarchikus osztályozás alapján lett kialakítva. Példa:
| Szint    | Termékosztály megnevezése | Besoroló azonosító | Kiemelt termékek/Termékkategóriák |
| -------- | ------------------------- | ------------------ | --------------------------------- |
| 1. szint | Kiemelt termék            | 0400000000         | Irodabútorok                      |
| 2. szint | Termékkategória           | 0402000000         | Irodai szekrények, tárolóbútorok  |
| 3. szint | Termékcsoport             | 0402010000         | Irodai állószekrények             |
| 4. szint | Termék-alcsoport          | 0402010100         | Irodai polcos szekrények          |
| 5. szint | Termék                    | 0402010101         | Irodai polcos szekrények          |

A normatívarendszer mintegy 2300 így meghatározott terméksort tartalmaz.

## Használata
Az állami normatívarendszert a központosított közbeszerzés lefolytatása során a központi beszerző szervezet használja. A besoroló azonosítók alapján jelöli meg, hogy milyen terméket kíván beszerezni, és a normatíva alapján ellenőrzi, hogy az ajánlattevő által megajánlott termék megfelel-e az elvárt minőségi igényeknek.
Az állami normatívarendszerben az alábbi főbb kiemelt termékek találhatók:
| Termék besoroló azonosító | Kiemelt termékek/Termékkategóriák                   |
| ------------------------- | --------------------------------------------------- |
| 0100000000                | Kommunikációs eszközök és szolgáltatások            |
| 0200000000                | Információtechnológiai rendszerek és szolgáltatások |
| 0300000000                | Irodatechnikai berendezések és szolgáltatások       |
| 0400000000                | Irodabútorok                                        |
| 0500000000                | Papíripari termék és irodaszerek                    |
| 0600000000                | Gépjárművek                                         |
| 0700000000                | Gépjármű-üzemanyagok                                |
| 0800000000                | Utazásszervezések                                   |

A normatívarendszer elektronikus mellékletei, azaz a részletes adatok a KEF portálon a Dokumentumok/Állami Normatíva/Elektronikus mellékletek menüpontjából tölthetők le Excel formátumban.

## Kapcsolódó jog
- 168/2004. (V. 25.) Korm. rendelet a központosított közbeszerzési rendszerről, valamint a központi beszerző szervezet feladat- és hatásköréről. Wolters Kluwer, net.jogtar.hu. (Hozzáférés: 2019. március 7.)

- 14/2012. (VI. 8.) NFM utasítás az országosan kiemelt termékekre vonatkozó állami normatívákról. Wolters Kluwer, net.jogtar.hu. [2019. március 8-i dátummal az eredetiből archiválva]. (Hozzáférés: 2019. március 7.)

## Külső kapcsolatok
- KEF portál (állami normatívák elektronikus mellékletei). Közbeszerzési és Ellátási Főigazgatóság. (Hozzáférés: 2019. március 7.)